# 台灣梅花鹿
台灣梅花鹿（學名：Cervus nippon taiouanus，英文名：Formosan sika deer），鹿科，草食性動物，為台灣特有亞種。其野外族群原可能已在1969年左右滅絕，目前墾丁國家公園及綠島的野生族群來自人工復育野放，現保护状况為无危物种，是再引入成功的案例:9。

## 特徵與習性
體長約150公分，喜歡群居。台灣梅花鹿在每年的10－12月進行交配，主要之配種季節為11－12月之間，為一短日照季節性生殖之動物，隔年的6~8月則為其生產期。產生出來的後代，雄性有角，雌性則無。
台灣位於梅花鹿原始分部區域之南端。現今梅花鹿共有14個亞種，依緯度高低可區分為南鹿（southern races）及北鹿（northern races）二者，臺灣梅花鹿以微衛星标记之核型分析鑑定之結果，墾丁國家公園、台北動物園以及綠島之台灣梅花鹿為同一基因型之亞種，與日本、俄羅斯和中國等地一帶之梅花鹿族群有明顯差異性。
過去曾有大量族群生活於中低海拔的平原及丘陵地，但受到強大的狩獵壓力加上棲息地因農業開發而遭破壞，導致野外族群數量銳減。根據在台進行大型哺乳類調查報告指出，野生台灣梅花鹿可能已於1969年在野外絕跡，所幸在動物園及民間養鹿場尚有飼養族群使其種源得以保存。

## 歷史
其名來源自背上的白色的梅花斑。
在1603年（明萬曆31年）陳第的《東番記》中對於台灣梅花鹿多有記載，到了臺灣荷西統治時期時，因為鹿皮的需求很大，受到人類大量的濫捕，幾乎瀕臨絕種。在日本殖民統治時期，景美、木柵、烏來一帶仍見有族群式的鹿群沿水源而棲。到1969年之後，由於棲息地受到破壞與人類的大肆捕獵，台灣梅花鹿漸漸減少。目前所見者皆為在墾丁國家公園的復育計畫中由人工飼養的個體。

## 現狀
目前確認為純種族群的母群是來自於台北市立動物園，台北市立動物園曾贈送梅花鹿予金門農畜所，故全臺灣純種梅花鹿飼養的地方目前有台北市立動物園以及金門，但已經沒有任何的完全純種台灣梅花鹿 。
大邱島梅花鹿
1980年，臺北圓山動物園（現為台北市立動物園）贈送5隻臺灣梅花鹿予連江縣政府，在南竿三民畜牧場飼養；1997年，軍方與政府決定野放該牧場13隻梅花鹿至大坵島上，近來族群自然繁殖至約277頭。
墾丁梅花鹿
野生族群則是位於墾丁國家公園，多年來外界質疑台灣原生種早已滅絕，復育的多屬引進、雜交品種，但台大動物科學技術系教授朱有田，受墾丁國家公園管理處委託進行多年的基因比對研究，發現450年前的台灣古代梅花鹿與目前墾丁梅花鹿粒線體序列相同，近年再分析80頭墾丁梅花鹿母系粒線體與父系Y染色體基因序列，也未發現其他鹿科或非台灣梅花鹿DNA序列，相關指標也呈現未受民間雜交的「紅鹿」基因滲入（以往民間鹿場為增加鹿茸產量，將梅花鹿與 Cervus elaphus 雜交）。二十餘年的墾丁社頂自然公園復育野放計畫十分成功，經過多次野放及定期調查，至2024年在墾丁國家公園野生梅花鹿總數已達過3,800隻以上，且有持續上升之勢，數量過多也已導致國家公園高位珊瑚礁森林保留區內的原生植被遭大量啃食，目前朝向如何保護保護區森林的方向處理。
綠島梅花鹿
另一野生族群則是位於綠島，則是由以前島民飼養並食用其鹿肉後溢出的個體組成的野生族群，總數也已經超過300隻，但是梅花鹿對於綠島來說仍是外來種，也引起不同的意見。

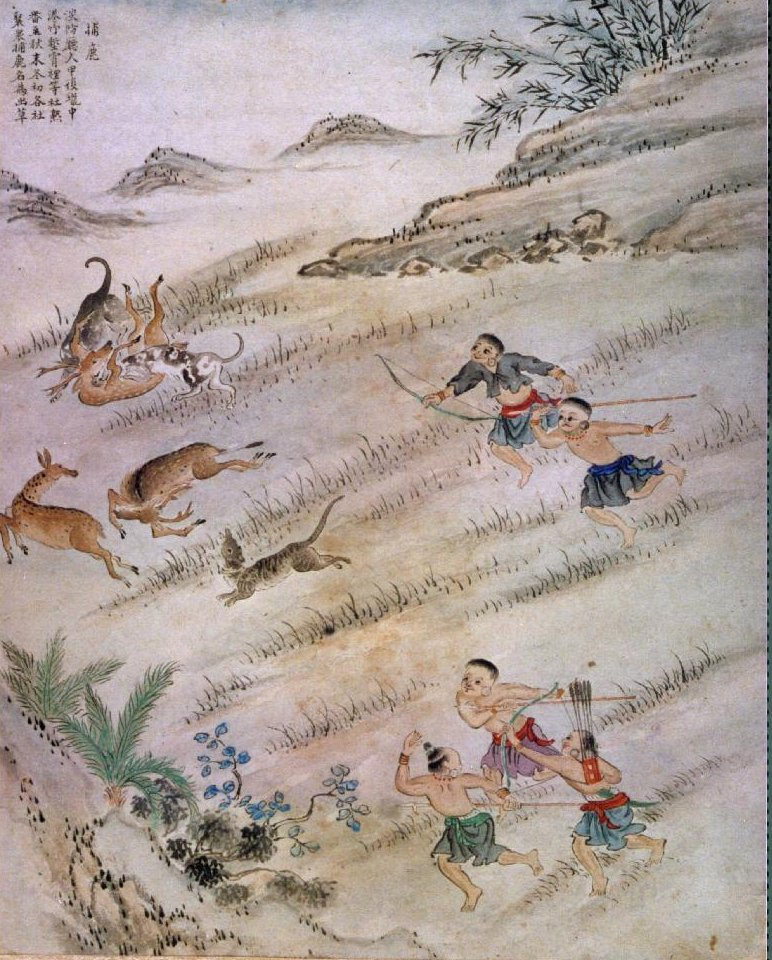
《臺番圖說》─捕鹿，1744－1747年
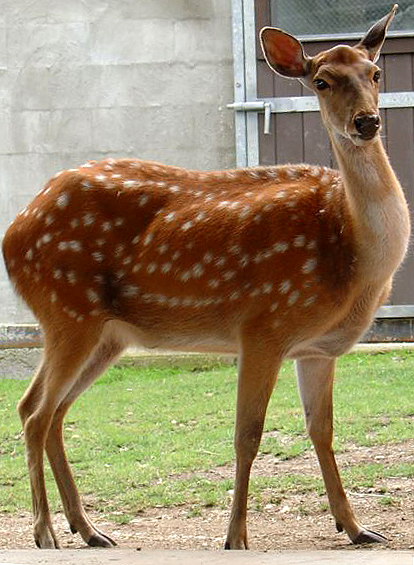
美國華盛頓州伊瑟闊Cougar Mountain動物園的台灣梅花鹿
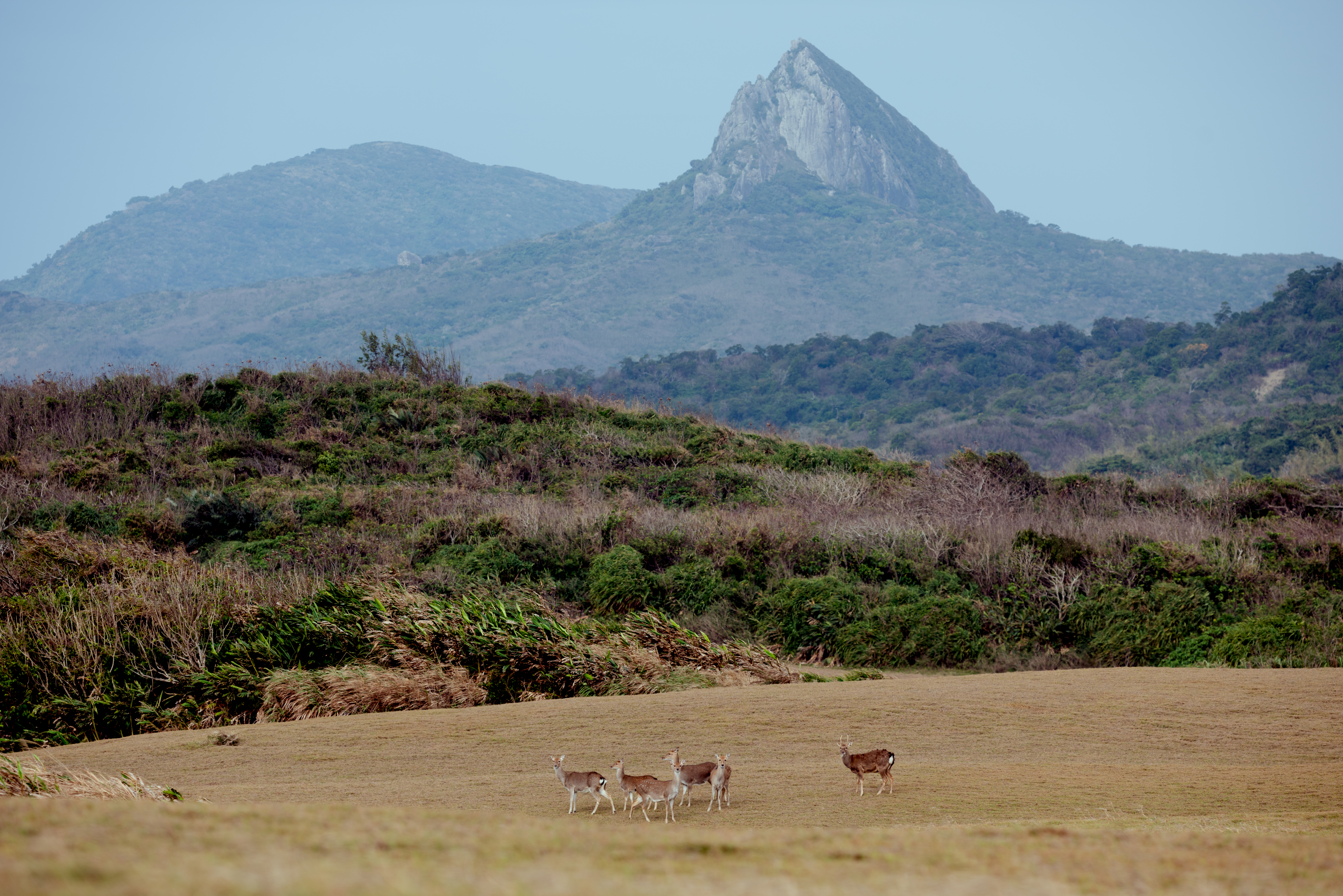
墾丁國家公園的台灣梅花鹿